# Dorfkirche Krugsdorf

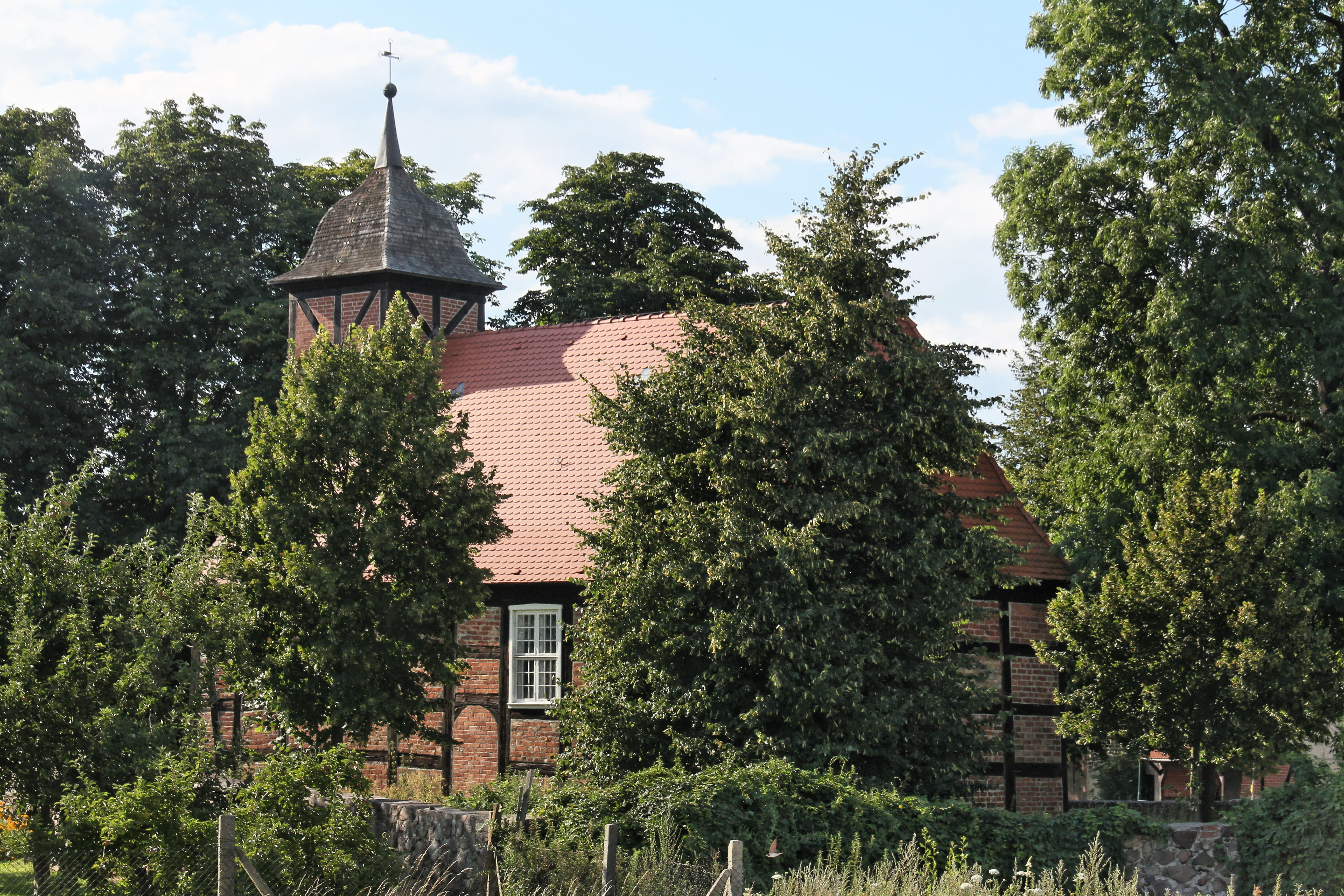
Dorfkirche

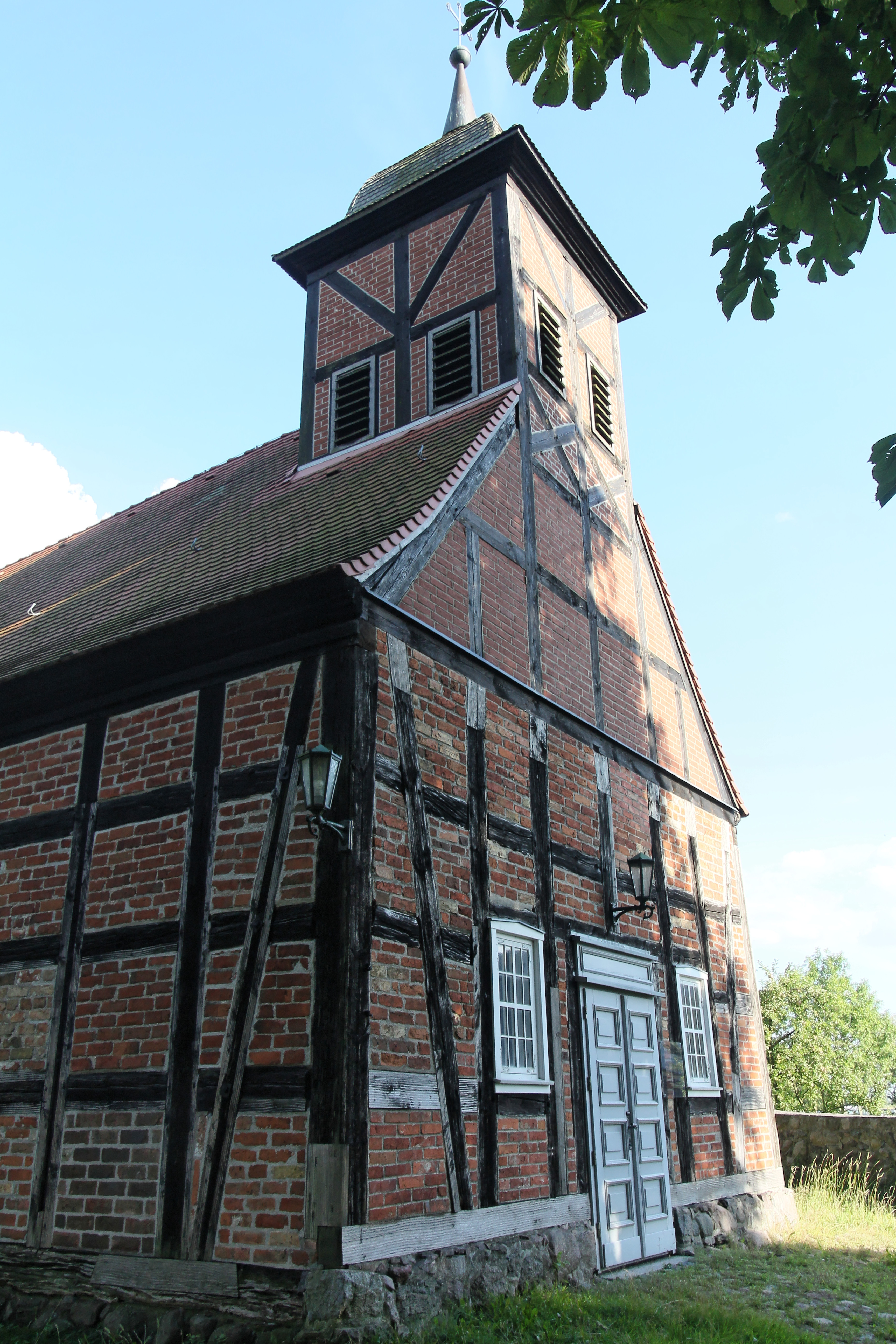
Vorderansicht

Die Dorfkirche Krugsdorf ist eine Kirche des Pommerschen Evangelischen Kirchenkreises in Krugsdorf im Landkreis Vorpommern-Greifswald.

## Geschichte
Die Kirche wurde Ende des 17. / Anfang des 18. Jahrhunderts erbaut. Krugsdorf war bis in die Mitte des 20. Jahrhunderts hinein eine Kirchengemeinde im evangelischen Kirchspiel Koblentz. Ursprünglich war Krugsdorf die „Muttergemeinde“ und Koblentz die „Tochtergemeinde“. So steht es im Protokoll einer Visitation im Jahre 1577, die auf Anordnung von Herzog Ernst Ludwig von Pommern stattfand. Irgendwann wurde dann der Pfarrsitz nach Koblentz verlegt, zu dessen Kirchspiel später neben Krugsdorf auch noch Uhlenkrug als Filialgemeinde gehörte. Im Jahre 1940 gehörten zur Kirchengemeinde Krugsdorf 243 Gemeindeglieder von insgesamt 1009 im Kirchspiel. Damals lag der Ort im Kirchenkreis Pasewalk im Westsprengel der pommerschen Provinzialkirche (Sitz: Stettin) in der evangelischen Kirche der Altpreußischen Union (Sitz: Berlin). Kirche und Ausstattung wurden 1950 restauriert.

## Baubeschreibung
Die Kirche ist ein Fachwerkbau mit dreiseitigem Ostschluss und westlichem Dachturm mit geschweifter Haube. Im Kircheninnern befindet sich ein Tafelgemälde, das wohl um 1600 entstanden ist. Es zeigt die Predigt Johannes des Täufers und ist niederländisch beeinflusst.

## Gemeinde
Heute ist Krugsdorf eines von elf Kirchdörfern im evangelischen Pfarrsprengel Zerrenthin, in den auch der Krugsdorfer Ortsteil Rothenburg integriert ist. Es existiert hier keine selbständige Kirchengemeinde mehr. Der Ort gehört zur Propstei Pasewalk im Pommerschen Evangelischen Kirchenkreis in der Evangelisch-Lutherischen Kirche in Norddeutschland.